# مرا بالا ببر (ترانه ریانا)
«مرا بالا ببر» (انگلیسی: Lift Me Up) ترانه‌ای است که به‌دست خوانندهٔ باربادوسی ریانا ضبط شده‌است. این ترانه در ۲۸ اکتبر ۲۰۲۲ به‌وسیلهٔ وست‌باری رود، راک نیشن، دف جم و هالیوود رکوردز به‌عنوان تک‌آهنگ آغازین آلبوم موسیقی فیلم ابرقهرمانی ۲۰۲۲، پلنگ سیاه: واکاندا تا ابد، منتشر شد. این ترانه نشان‌دهندهٔ نخستین محصول موسیقی تکی ریانا از زمان آلبوم استودیویی سال ۲۰۱۶ او، آنتی، است. «مرا بالا ببر» بالادی آراندبی است که توسط لودویگ گورانسون نوشته و تهیه شد. دیگر نویسندگان آن، ریانا، رایان کوگلر و خوانندهٔ نیجریه‌ای، تمز، هستند.
منتقدان موسیقی دربارهٔ «مرا بالا ببر» اختلاف نظر داشتند؛ برخی آواز ریحانا را ستودند، اما برخی دیگر متن ترانه و نوع تولید آن را برچسب زدند. این ترانه نامزد چند جایزهٔ سینمایی شامل اسکار بهترین ترانه در نود و پنجمین دوره جوایز اسکار و گلدن گلوب بهترین ترانه غیراقتباسی در هشتادمین مراسم گلدن گلوب شد.
«مرا بالا ببر» به صدر جدول بلژیک، مجارستان، سوئیس و آفریقای جنوبی رسید، و در رتبهٔ دوم جدول بیلبورد هات ۱۰۰ ایالات متحده و در میان پنج‌تای برتر جدول استرالیا، بریتانیا، فرانسه قرار گرفت. این ترانه توسط میوزیک کانادا گواهی پلاتین، توسط سندیکای ملی انتشارات صوتی‌تصویری (SNEP) گواهی طلا و توسط صنعت ضبط صدای بریتانیا (BPI) گواهی نقره کسب کرد. موزیک ویدئوی همراه ترانه ریانا را در ساحل به نمایش می‌گذارد و صحنه‌های کوتاهی از فیلم نیز در آن وجود دارد.